# Jim Parsons

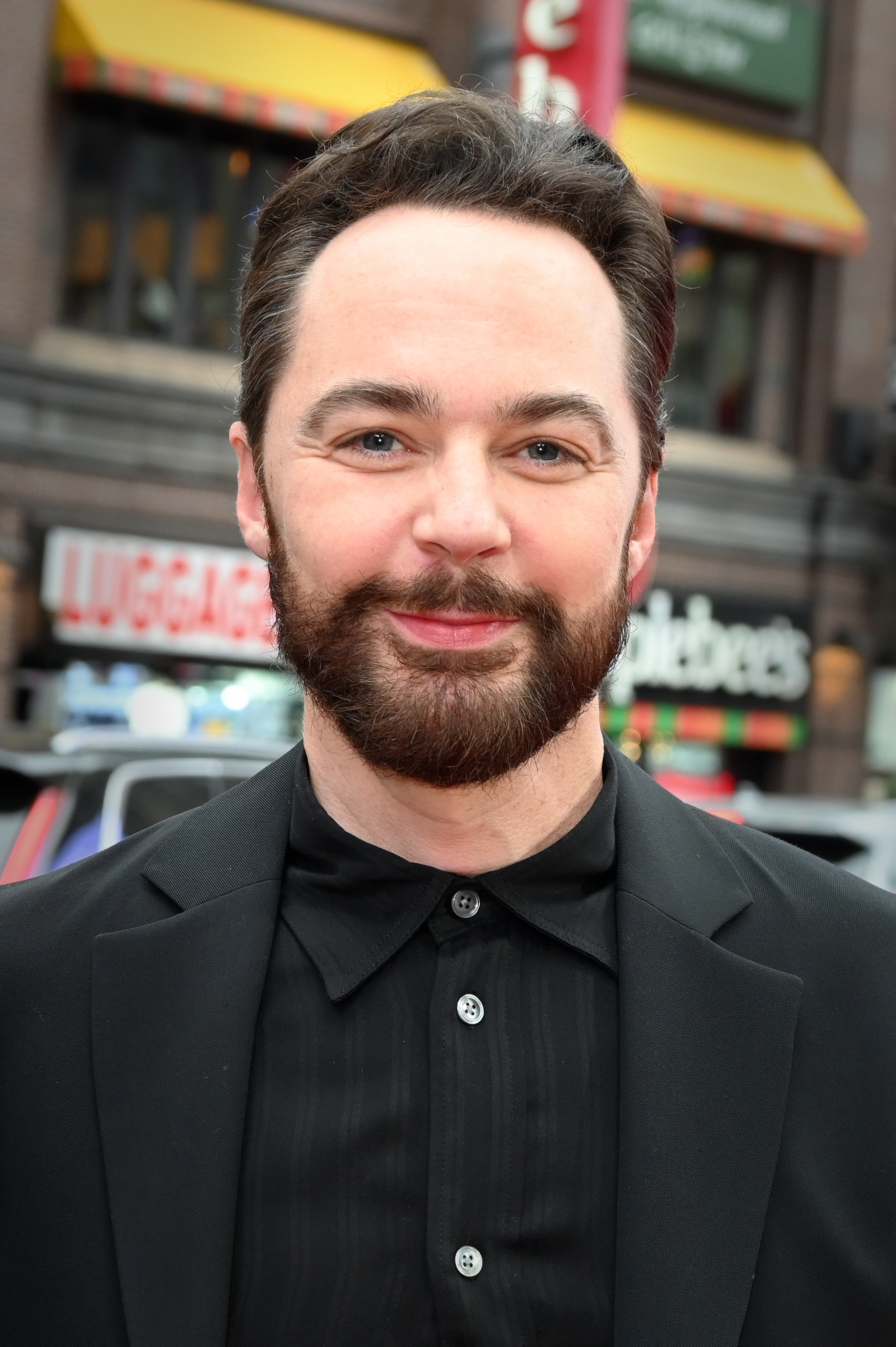
Jim Parsons (2025)

James Joseph „Jim“ Parsons (* 24. März 1973 in Houston, Texas) ist ein US-amerikanischer Schauspieler. Er wurde durch seine Rolle als Dr. Sheldon Cooper in der US-amerikanischen Sitcom The Big Bang Theory international bekannt, für die er mit vier Emmys und einem Golden Globe ausgezeichnet wurde. Von 2015 bis 2018 wurde er von Forbes zum bestbezahlten Fernsehschauspieler der Welt gekürt.

## Leben und Werk

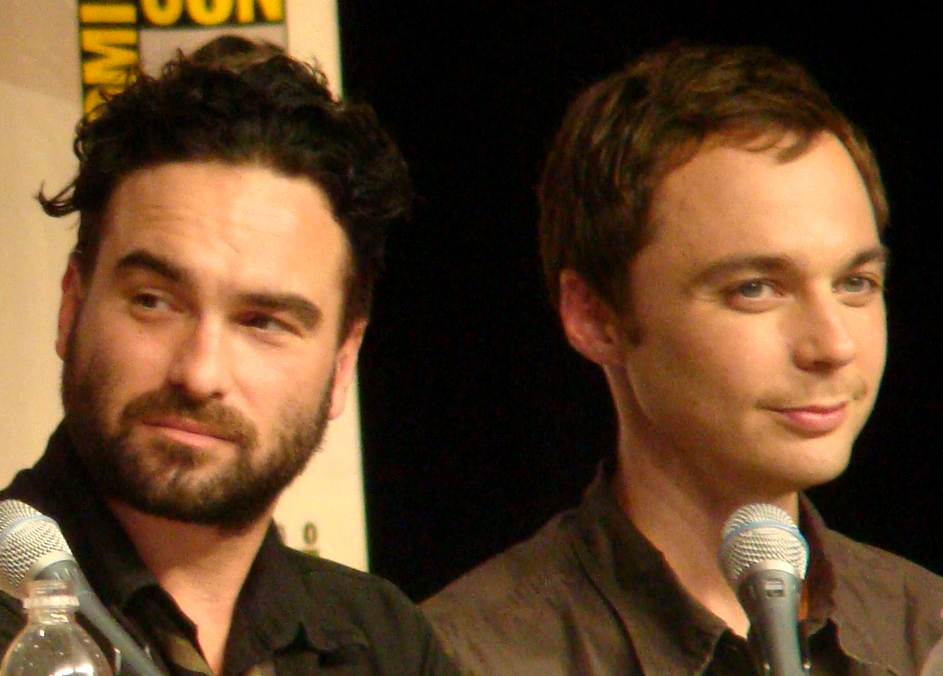
Jim Parsons (rechts) neben seinem Serienpartner Johnny Galecki (2009)

Parsons wuchs in Houston auf, wo er bereits in der ersten Schulklasse mit der Schauspielerei begann. Nach Ende der Schulzeit nahm er an der University of Houston ein Schauspielstudium auf, das er an der University of San Diego abschloss. An beiden Universitäten wirkte Parsons in Theaterproduktionen mit. Anschließend ging er nach New York City, um dort seine Karriere fortzusetzen.
Seine erste Fernsehrolle erhielt er 2002 in der Serie Ed – Der Bowling-Anwalt; es folgten kleinere Auftritte in Fernseh- und Kinofilmen. In der Fernsehreihe Für alle Fälle Amy trat er 2004 und 2005 in sieben Folgen auf. Von 2007 bis 2019 spielte er den theoretischen Physiker Dr. Sheldon Cooper in der von CBS produzierten Sitcom The Big Bang Theory. Mit seinem Serienpartner Johnny Galecki hatte er 2009 einen gemeinsamen Gastauftritt in der Zeichentrickreihe Family Guy, jeweils in ihren Rollen aus The Big Bang Theory.
Für seine Rolle des Dr. Sheldon Cooper wurde Parsons von 2009 bis 2014 für den Emmy als bester Hauptdarsteller in einer Comedyserie nominiert; er gewann den Preis viermal. 2011 erhielt er den Golden Globe Award. Im März 2015 wurde er mit einem Stern der Kategorie Fernsehen auf dem Hollywood Walk of Fame geehrt. Es ist der 2545. Stern und befindet sich vor den Hudson Apartments bei Nr. 6533 Hollywood Boulevard.
Parsons gab 2011 sein Broadway-Debüt in The Normal Heart. Seitdem spielte er in den Broadway-Stücken Harvey (2012), An Act of God (2015), The Boys in the Band (2018), Mother Play (2024) und Our Town (2024) mit.
Seit 2002 ist Parsons mit dem Artdirector Todd Spiewak liiert; sie heirateten im Mai 2017 in New York und leben auch dort. Parsons’ deutscher Synchronsprecher ist seit The Big Bang Theory Gerrit Schmidt-Foß.

## Filmografie (Auswahl)
- 2002: Ed – Der Bowling-Anwalt (Ed, Fernsehserie, Episode „The Road“)
- 2003: Happy End (Nowhere to Go But Up)
- 2004–2005: Für alle Fälle Amy (Judging Amy, Fernsehserie, 7 Episoden)
- 2004: Why Blitt? (Fernsehfilm, Serienpilot)
- 2004: Garden State
- 2004: Taste (Fernsehfilm, Serienpilot)
- 2005: Heights
- 2005: The Great New Wonderful
- 2005: The King’s Inn (Kurzfilm)
- 2006: 10 Items or Less – Du bist wen du triffst (10 Items or Less)
- 2006: Der Date Profi (School for Scoundrels)
- 2007–2019: The Big Bang Theory (Fernsehserie, 279 Episoden)
- 2007: On the Road with Judas
- 2007: Gardener of Eden
- 2009: Family Guy (Fernsehserie, Stimme, Episode „Business Guy“)
- 2010: Glenn Martin DDS (Fernsehserie, Stimme, eine Episode „Jackie’s Get-Witch-Quick Scheme“)
- 2011: The Super Hero Squad Show (Fernsehserie, Stimme, Episode „Blind Rage Knows No Color“)
- 2011: iCarly (Fernsehserie, Episode „iLost My Mind“)
- 2011: Eureka – Die geheime Stadt (Eureka, Fernsehserie, Stimme, Episode „Do You See What I See“)
- 2011: Pound Puppies – Der Pfotenclub (Pound Puppies, Fernsehserie, Stimme, zwei Episoden)
- 2011: Die Muppets (The Muppets)
- 2011: Ein Jahr vogelfrei! (The Big Year)
- 2012: The High Fructose Adventures of Annoying Orange (Fernsehserie, Stimme, Episode „Generic Holiday Special“)
- 2012: Family Guy (Fernsehserie, Stimme, Episode „Joe’s Revenge“)
- 2012: Kick Buttowski – Keiner kann alles (Kick Buttowski: Suburban Daredevil, Fernsehserie, Stimme, Episode „Jock Wilder’s Nature Camp“)
- 2012: Sunset Stories
- 2013: Who Do You Think You Are? (Dokumentarserie, Episode 4x08)[4]
- 2014: Wish I Was Here
- 2014: Saturday Night Live (Fernsehshow, Moderation, Episode „Jim Parsons/Beck“)[5]
- 2014: The Normal Heart (Fernsehfilm)
- 2014: Elf: Buddy’s Musical Christmas (Stimme)
- 2015: Home – Ein smektakulärer Trip (Home, Stimme)
- 2015: Visions
- 2016: Hidden Figures – Unerkannte Heldinnen (Hidden Figures)
- 2017–2024: Young Sheldon (Fernsehserie, Stimme als Erzähler und 1 Folge)
- 2018: Ein Kind wie Jake (A Kid Like Jake)
- 2019: Extremely Wicked, Shockingly Evil and Vile
- 2020: Hollywood (Fernsehserie)
- 2020: The Boys in the Band
- 2022: Spoiler Alert (auch als Produzent)
- 2025: Animal Farm (Stimme)

## Theater
- 1993: The Balcony
- 1994: Rosencrantz and Guildenstern Are Dead
- 1995: Reigen
- 1995: Endspiel, Infernal Bridegroom Productions,[6] Houston, Texas
- 1995: Marat/Sade, Infernal Bridegroom Productions[6]
- 1996: Guys and Dolls, Infernal Bridegroom Productions[6]
- 1996: Eddie Goes to Poetry City, New York Theatre
- 1996: Jack and the Future Is In Eggs
- 1996: Othello, Infernal Bridegroom Productions[6]
- 1996: Suicide in B-flat, Infernal Bridegroom Productions[6]
- 1996: Woyzeck, Infernal Bridegroom Productions[6]
- 1997: Der Kirschgarten, Infernal Bridegroom Productions[6]
- 1997: Chili Queen, Stages Repertory Theatre,[6] Houston, Texas
- 1997: Camino Real, Infernal Bridegroom Productions[6]
- 1997: Last Rites, Infernal Bridegroom Productions[6]
- 1998: Dreigroschenoper, Infernal Bridegroom Productions[6]
- 1998: Below the Belt, Houston Theatre, New York[7]
- 1998: Im Dickicht der Städte, Infernal Bridegroom Productions[6]
- 1998: Tamalalia 3: The Cocktail Party, Infernal Bridegroom Productions[6]
- 1998: King Ubu is King, Infernal Bridegroom Productions[6]
- 1998: The Pitchfork Disney, Stages Repertory Theatre
- 1999: Marie and Bruce, Infernal Bridegroom Productions[6]
- 1999: Tamalalia 4: The Camp-Out, Infernal Bridegroom Productions[6]
- 2001: Da, Old Globe Theatre, San Diego[8]
- 2001: The Castle (Kafka), Manhattan Ensemble Theatre[9]
- 2002: What Happened Was, The Paradise Theatre
- 2002: Tartuffe, La Jolla Playhouse,[10] University of California, San Diego
- 2004: Die Liebe zu den drei Orangen (Gozzi), La Jolla Playhouse[11]
- 2011: The Normal Heart, John Golden Theatre,[12] Broadway
- 2012: Mein Freund Harvey, Studio 54, Broadway
- 2015–2016: An Act of God, Studio 54 / Booth Theatre,[13] Broadway
- 2018: The Boys in the Band
- 2024: Mother Play, 2nd Stage Helen Hayes Theater, Broadway
- 2024: Our Town, Ethel Barrymore Theatre, Broadway

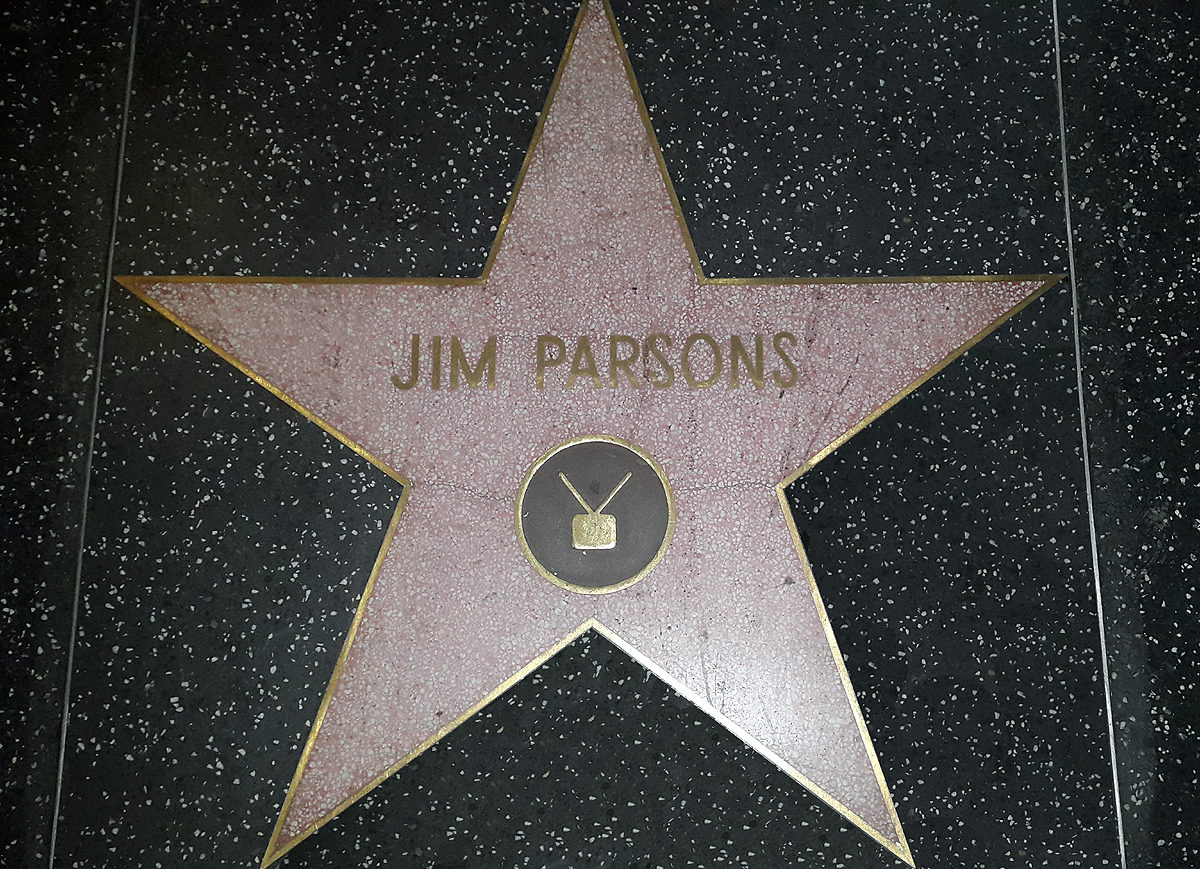
Jim Parsons Stern auf dem Hollywood Walk of Fame

## Auszeichnungen und Nominierungen
|      | Ergebnis  | Kategorie                                                                          | Award                              |
| ---- | --------- | ---------------------------------------------------------------------------------- | ---------------------------------- |
| 2008 | Nominiert | Best Actor in a Comedy Series                                                      | EWwy Award                         |
| 2009 | Nominiert | Best Actor in a Comedy or Musical Series                                           | Satellite Award                    |
| 2009 | Gewonnen  | Individual Achievement in Comedy                                                   | TCA Award                          |
| 2009 | Nominiert | Outstanding Lead Actor in a Comedy Series                                          | Emmy                               |
| 2010 | Nominiert | Best Actor in a Comedy or Musical Series                                           | Satellite Award                    |
| 2010 | Nominiert | Choice TV Actor: Comedy                                                            | Teen Choice Award                  |
| 2010 | Nominiert | Favorite TV Comedy Actor                                                           | People’s Choice Award              |
| 2010 | Nominiert | Individual Achievement in Comedy                                                   | TCA Awards                         |
| 2010 | Gewonnen  | Outstanding Lead Actor in a Comedy Series                                          | Emmy                               |
| 2010 | Nominiert | Best Actor in a Series, Comedy or Musical                                          | Satellite Awards                   |
| 2010 | Nominiert | Choice TV Actor: Comedy                                                            | Teen Choice Awards                 |
| 2011 | Gewonnen  | Best Actor in a Comedy Series                                                      | Critics’ Choice Television Award   |
| 2011 | Gewonnen  | Best Actor – Television Series: Musical or Comedy                                  | Golden Globe Award                 |
| 2011 | Gewonnen  | Outstanding Lead Actor in a Comedy Series                                          | Emmy                               |
| 2011 | Nominiert | Favorite TV Comedy Actor                                                           | People’s Choice Award              |
| 2011 | Nominiert | Individual Achievement in Comedy                                                   | TCA Awards                         |
| 2011 | Nominiert | Outstanding Ensemble in a Comedy Series                                            | Screen Actors Guild Award          |
| 2011 | Nominiert | Choice TV Actor: Comedy                                                            | Teen Choice Awards                 |
| 2012 | Nominiert | Best Actor in a Comedy Series                                                      | Critics’ Choice Television Award   |
| 2012 | Nominiert | Outstanding Lead Actor in a Comedy Series                                          | Emmy                               |
| 2012 | Nominiert | Best Actor in a Series, Comedy or Musical                                          | Satellite Awards                   |
| 2012 | Nominiert | Outstanding Performance by an Ensemble in a Comedy Series                          | Screen Actors Guild Awards         |
| 2012 | Nominiert | Choice TV Actor: Comedy                                                            | Teen Choice Awards                 |
| 2012 | Nominiert | Individual Achievement in Comedy                                                   | TCA Awards                         |
| 2012 | Nominiert | Favorite Actor (The Big Bang Theory)                                               | TV Guide Awards                    |
| 2013 | Nominiert | Best Actor – Television Series: Musical or Comedy                                  | Golden Globe Award                 |
| 2013 | Nominiert | Best Actor in a Comedy Series                                                      | Critics’ Choice Television Award   |
| 2013 | Gewonnen  | Outstanding Lead Actor in a Comedy Series                                          | Primetime-Emmy-Verleihung 2013     |
| 2013 | Nominiert | Best Actor in a Series, Comedy or Musical                                          | Satellite Awards                   |
| 2013 | Nominiert | Outstanding Performance by a Male Actor in a Comedy Series                         | Screen Actors Guild Awards         |
| 2013 | Nominiert | Outstanding Performance by an Ensemble in a Comedy Series                          | Screen Actors Guild Awards         |
| 2013 | Gewonnen  | Choice TV Actor: Comedy                                                            | Teen Choice Awards                 |
| 2013 | Gewonnen  | Favorite Actor (The Big Bang Theory)                                               | TV Guide Awards                    |
| 2014 | Nominiert | Best Actor – Television Series: Musical or Comedy                                  | Golden Globe Award                 |
| 2014 | Gewonnen  | Best Actor in a Comedy Series                                                      | Critics’ Choice Television Award   |
| 2014 | Gewonnen  | Outstanding Lead Actor in a Comedy Series                                          | Emmy                               |
| 2014 | Nominiert | Outstanding Supporting Actor in a Miniseries or Movie                              | Emmy                               |
| 2014 | Nominiert | Favorite Comedic TV Actor                                                          | People’s Choice Award              |
| 2014 | Nominiert | Best Actor in a Series, Comedy or Musical                                          | Satellite Awards                   |
| 2014 | Nominiert | Outstanding Performance by a Male Actor in a Comedy Series                         | Screen Actors Guild Awards         |
| 2014 | Nominiert | Outstanding Performance by an Ensemble in a Comedy Series                          | Screen Actors Guild Awards         |
| 2014 | Nominiert | Choice TV Actor: Comedy                                                            | Teen Choice Awards                 |
| 2014 | Nominiert | Individual Achievement in Comedy                                                   | TCA Awards                         |
| 2014 | Nominiert | Favorite Actor (The Big Bang Theory)                                               | TV Guide Awards                    |
| 2014 | Nominiert | Favorite Duo (with Mayim Bialik, as Sheldon & Amy)                                 | TV Guide Awards                    |
| 2015 | Nominiert | Outstanding Performance by a Male Actor in a Comedy Series                         | Screen Actor Guild Awards          |
| 2015 | Gewonnen  | Best Ensemble – International Competition                                          | CinEuphoria Awards                 |
| 2015 | Nominiert | Choice TV Actor: Comedy                                                            | Teen Choice Awards                 |
| 2015 | Nominiert | Choice TV: Chemistry                                                               | Teen Choice Awards                 |
| 2015 | Gewonnen  | Star on the Walk of Fame (Television)                                              | Hollywood Walk of Fame             |
| 2016 | Gewonnen  | Favourite Comedic TV Actor                                                         | People’s Choice Award              |
| 2016 | Nominiert | Herausragende Leistung eines Schauspielers in einer Comedyserie                    | Screen Actors Guild Awards         |
| 2016 | Nominiert | Herausragende Leistung eines Ensembles in einer Comedyserie                        | Screen Actors Guild Awards         |
| 2016 | Gewonnen  | Bestes Ensemble in einem Spielfilm (Hidden Figures)                                | Satellite Awards                   |
| 2016 | Nominiert | Best Cast Ensemble                                                                 | Awards Circuit Community Awards    |
| 2016 | Nominiert | Best Ensemble                                                                      | Florida Film Critics Circle Awards |
| 2016 | Nominiert | Choice TV Actor: Comedy                                                            | Teen Choice Awards                 |
| 2017 | Gewonnen  | Herausragende Leistung eines Ensembles in einem Spielfilm (Hidden Figures)         | Screen Actors Guild Award          |
| 2017 | Nominiert | Herausragende Leistung eines Ensembles in einer Comedy-Serie (The Big Bang Theory) | Screen Actors Guild Awards         |
| 2019 | Nominiert | Best Actor in a Comedy Series                                                      | Critics’ Choice Award              |
| 2019 | Nominiert | Choice TV Actor: Comedy                                                            | Teen Choice Awards                 |
| 2020 | Gewonnen  | Merit – Honorary Award                                                             | CinEuphoria Awards                 |

Der Asteroid 8621 Jimparsons (1981 EK7) wurde nach ihm benannt.